# Erica purgatoriensis
Erica purgatoriensis är en ljungväxtart som beskrevs av H. A. Baker. Erica purgatoriensis ingår i släktet klockljungssläktet, och familjen ljungväxter. Inga underarter finns listade i Catalogue of Life.